# Scytalopus gonzagai
Scytalopus gonzagai là một loài chim mới ở miền nam Bahia, Brazil tại Boa Nova, Iguai và một số khu vực khác phía đông nam bang Bahia. Loài chim này đang đứng trước nguy cơ tuyệt chủng. ước tính loài chim này chỉ còn khoảng 2.883 cá thể nên xếp chúng vào nguy cơ tuyệt chủng cao.

## Đặc điểm
Chúng thuộc loài Scytalopus, một loài chim sẻ nhỏ trong họ Rhinocryptidae. Loài chim mới này có kích thước trung bình dài 12 cm, nặng 15gram với bộ lông màu xám và móng vuốt màu vàng hoặc màu nâu sáng. Những con chim này sống biệt lập trong vùng núi thuộc bang Bahia được nhìn thấy từ những năm 1990 nhưng lại nhầm lẫn với loài Scytalopus đã biết trước đó.